# 凤冠霞帔
凤冠霞帔，是中國的一種傳統女性服飾配搭，始見於宋代，是明代命妇吉服、常服，亦作為新娘服。凤冠霞帔即凤冠与霞帔，两者有着不同的起源，从明代开始连称，并成为命妇代表服饰称谓。在清代則是漢族女性正式服裝。

## 历史

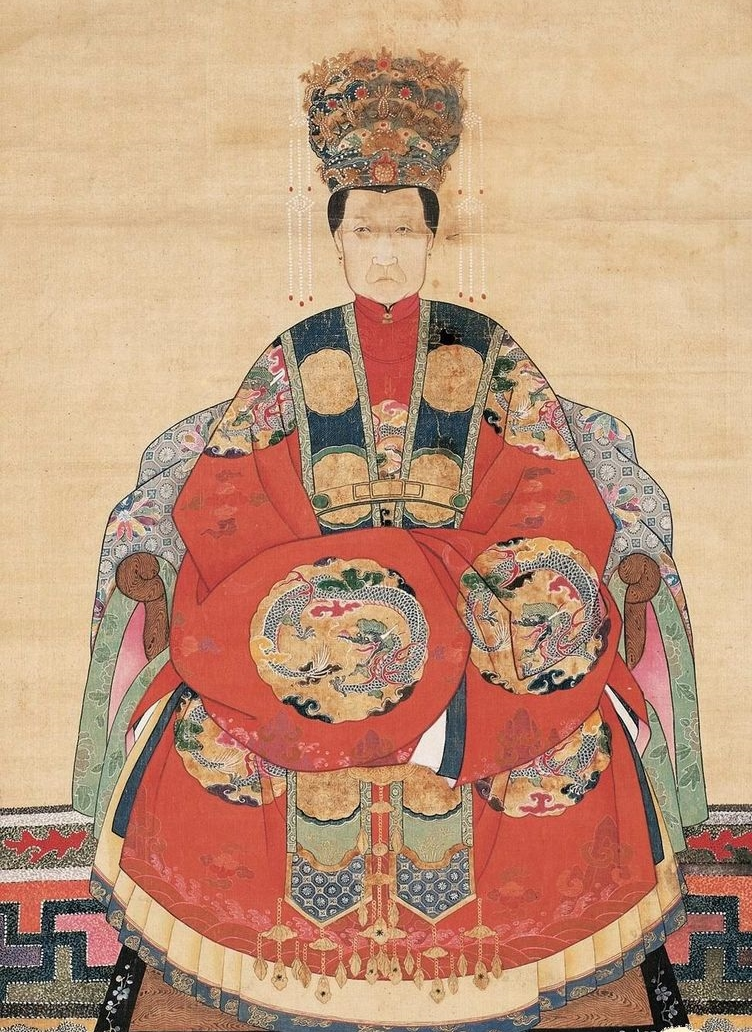
穿戴鳳冠霞帔的晚明命婦

凤冠霞帔是两种可以分别独立穿戴的服饰。凤冠脱胎于先秦的禽鸟冠，后历经漫长演变成为高等级命妇所戴的礼服头冠。霞帔演變自披帛，為硬胎長條形，清中後期演變成背心型。